# Roosendaal
Roosendaal (anhörenⓘ) ist eine Gemeinde in den Niederlanden in der Provinz Noord-Brabant. Sie hat eine Gesamtfläche von etwa 107,2 km² und am 1. Januar 2025 wohnten hier 77.722 Einwohner. Zur Gemeinde gehören neben der Stadt gleichen Namens die Dörfer Nispen, Heerle, Moerstraten, Wouwse Plantage, Wouw und einige kleinere Ortschaften.

## Lage und Wirtschaft
Roosendaal liegt im Westen der Provinz Noord-Brabant an der Grenze zu Belgien zwischen Bergen op Zoom und Breda an der Eisenbahn und der Autobahn Rotterdam – Antwerpen. Roosendaal ist ein wichtiger Grenzbahnhof. Wegen der Grenzlage haben viele Transportunternehmen ihren Sitz in der Gemeinde. Es gibt aber noch viele andere, vor allem kleinere, Industrie- und Handelsbetriebe.

## Geschichte
Das Dorf Roosendaal entstand im 13. Jahrhundert um eine Kapelle. Im 15. und 16. Jahrhundert war der Handel mit Torf von Bedeutung. Roosendaal wurde 1809 von König Louis Bonaparte zur Stadt erklärt. Als die belgischen Eisenbahnen 1854 die Bahnstrecke Antwerpen–Lage Zwaluwe eröffnet hatten, begann die Blütezeit der Stadt.

## Sehenswürdigkeiten
Das Rathaus von Roosendaal stammt aus dem 16. Jahrhundert. Im „Tongerlohuys“ (1762) befindet sich das Stadtmuseum.
Das Dorf Wouw hat eine bekannte Windmühle.
Südlich von Roosendaal liegt ein Wald (Wouwse Plantage) mit historischem Zentrum.

## Politik
Die Vrije Liberale Partij setzte sich bei der Wahl am 16. März 2022 mit einem Stimmanteil von 27,14 Prozent erstmals durch. In der Legislaturperiode 2018–2022 bestand eine Koalition aus der CDA, GroenLinks, der Roosendaalse Lijst und der VVD.

### Gemeinderat
Der Gemeinderat wird seit der Gründung von Roosendaal folgendermaßen gebildet:
| Partei                             | Sitze a | Sitze a | Sitze a | Sitze a | Sitze a | Sitze a | Sitze a | Sitze a |
| Partei                             | 1996    | 1999    | 2002    | 2006    | 2010    | 2014    | 2018    | 2022    |
| ---------------------------------- | ------- | ------- | ------- | ------- | ------- | ------- | ------- | ------- |
| Vrije Liberale Partij              | –       | –       | –       | –       | –       | 5       | 6       | 11      |
| Roosendaalse Lijst b c             | 8       | 6       | 12      | 8       | 9       | 9       | 8       | 7       |
| VVD d                              | 5       | 7       | 8       | 7       | 9       | 4       | 5       | 4       |
| GroenLinks                         | 3       | 3       | 2       | 2       | 2       | 1       | 3       | 3       |
| Progressief Overleg Roosendaal     | 3       | 3       | 2       | –       | –       | –       | –       | –       |
| CDA                                | 9       | 9       | 8       | 6       | 5       | 5       | 4       | 3       |
| PvdA                               | 3       | 3       | 3       | 8       | 4       | 2       | 2       | 2       |
| D66                                | 0       | 0       | 0       | 1       | –       | 2       | 2       | 2       |
| Burger Belangen Roosendaal         | –       | –       | –       | –       | –       | –       | –       | 1       |
| FvD                                | –       | –       | –       | –       | –       | –       | –       | 1       |
| Vitaal Liberaal                    | –       | –       | –       | –       | –       | –       | –       | 1       |
| ChristenUnie                       | –       | –       | –       | –       | –       | 0       | 1       | 0       |
| SP                                 | 1       | 1       | 2       | 3       | 3       | 5       | 3       | –       |
| Nieuwe Democraten                  | –       | –       | –       | –       | 3       | 2       | 1       | –       |
| Vrije Lijst d                      | 5       | 5       | –       | –       | –       | –       | –       | –       |
| Roosendaals Belang Riet Knappers b | 1       | 1       | –       | –       | –       | –       | –       | –       |
| Gesamt                             | 35      | 35      | 35      | 35      | 35      | 35      | 35      | 35      |

Anmerkungen

### College van B&W
Die Koalitionsparteien CDA, GroenLinks und VVD sind mit jeweils einem Beigeordneten im College van burgemeester en wethouders vertreten, während die Roosendaalse Lijst durch zwei Beigeordnete im Kollegium repräsentiert wird. Folgende Personen gehören zum Kollegium und haben folgende Ressorts inne:
| Funktion         | Name              | Partei             | Ressort | Anmerkung                         |
| ---------------- | ----------------- | ------------------ | --- | --------------------------------- |
| Bürgermeister    | Mark Buijs        | VVD                | allgemeine administrative Angelegenheiten, öffentliche Ordnung und Sicherheit, regionale Verwaltungszusammenarbeit, Überwachung und Vollstreckung, sicherer Lebensraum, Kommunikation, Bürgerprobleme | seit dem 18. Juni 2024 im Amt     |
| Beigeordnete     | Toine Theunis     | Roosendaalse Lijst | Raumplanung, Finanzen, Wohnen und Kultur | Stellvertreter des Bürgermeisters |
| Beigeordnete     | René van Ginderen | CDA                | Jugend, Bildung, Sport, Arbeitsmarkt/-partizipation | –                                 |
| Beigeordnete     | Klaar Koenraad    | GroenLinks         | Nachhaltigkeit, Pflege, Volksgesundheit, Verwaltungsreform | –                                 |
| Beigeordnete     | Cees Lok          | VVD                | Wirtschaft, Innenstadt, Mobilität, Dienstleistung | –                                 |
| Beigeordnete     | Inge Raaijmakers  | Roosendaalse Lijst | Verwaltung öffentlichen Raumes, vitale Bezirke und Dörfer, Wohl und ambulante Pflege | –                                 |
| Gemeindesekretär | Elmar Franken     | –                  | – | seit dem 2. April 2019 im Amt     |

## Sport
Der Fußballverein RBC Roosendaal spielte 2006 noch in der Eredivisie, stieg aber chancenlos ab. Nachdem der Verein 2011 Insolvenz anmelden musste, erfolgte 2012 ein Neustart in der 5. Amateurliga. Mit großem Vorsprung erreichte der Verein zum Saisonende den ersten Tabellenplatz.

## Söhne und Töchter der Gemeinde
- Antoine Mazairac (1901–1966), Radsportler
- George Knobel (1922–2012), Fußballer
- Harry Notenboom (1926–2023), Politiker
- Jack van Poll (1934–2022), Jazzpianist
- Jack Jersey (1941–1997), Sänger, Texter, Komponist, Musikarrangeur und Produzent
- Fred de Graaf (* 1950), Politiker
- Joost Lagendijk (* 1957), Politiker
- Ben van Beurden (* 1958), Manager
- Frans Bauer (* 1973), Sänger
- Bram Lomans (* 1975), Hockeyspieler
- Harmen Fraanje (* 1976), Jazzpianist
- Jesse Klaver (* 1986), Politiker
- Roxane Knetemann (* 1987), Radsportlerin
- Berry van Peer (* 1996), Dartspieler
- Bilal Ould-Chikh (* 1997), Fußballer
- Tim van Rijthoven (* 1997), Tennisspieler
- Chelsey Heijnen (* 1999), Boxerin
- Walid Ould-Chikh (* 1999), Fußballspieler